# Юденич, Михаил Иванович
Михаи́л Ива́нович Юде́нич (1901 или 1902), Санкт-Петербург, Российская империя — 1945 или 1970), Ленинград, СССР) — советский футболист, защитник, тренер.

## Карьера
В 1917—1931 годах играл за «Унитас»/«Спартак Выборгского района „А“»/«Пищевкус». В 1932—1936 — в составе «Динамо» Ленинград, в чемпионате СССР провёл 10 матчей.
Играл в сборных Ленинграда (1929—1936), РСФСР (1930), СССР (1932).
Участник Великой Отечественной войны. Капитан. Парторг 122-го артиллерийского полка 44-й стрелковой дивизии Волховского и Ленинградского фронтов. Награждён орденом Красной Звезды, медалью «За оборону Ленинграда», медалью «За победу над Германией в Великой Отечественной войне 1941—1945 гг.».
С 1945 по 1947 года был тренером команды ЛДО (Ленинград).

## Достижения
- Второй призёр чемпионата СССР для городов и республик (2): 1932, 1935
- Чемпион РСФСР: 1932
- Чемпион Ленинграда (4): 1928, 1929, 1933, 1935
- Обладатель Кубка ВЦСПС: 1937[3]